# الجامعة العمالية
الجامعة العمالية  هي واحدة من الجامعات المتخصصة في مجالي التنمية التكنولوجية والعلاقات الصناعية في مصر.
وهي من أهم الجامعات المصرية التي تهتم بالتطور التكنولوجى وحلقات الجودة العالمية، كما أنها الأكاديمية الوحيدة التي تمنح طلابها التدريب في المصانع عملياَ. كما أن المنهج الدراسي للجامعة يحتوي على المنظومة الدولية للجودة.
كما يدرس طلابها كيفية تطبيق وتطوير شهادات الجودة العالمية مثل أيزو 9001 وأيزو 14001، وذلك لطلبة تكنولو جيا الإنتاج (بكالوريوس رقابة جودة).فقط
تستقبل الجامعة الطلاب الحاصليين علي شهادة الثانوية العامة المصرية أو على الدبلوم المتوسط، وتمنح لخريجيها درجة البكالوريوس المعتمدة من وزارة التعليم العالي المصرية في مجالي رقابة الجودة وإدارة الأعمال.
وتتكون الجامعة العمالية من مقر رئيسي بمدينة نصر بالقاهرة و 13 فرع موزعين على محافظات ومدن مصر.

## الدراسة في الجامعة
تتكون الدراسة من مرحلتين هما:
- سنتان دراسيتان يحصل من يجتازهما درجة الدبلوم فوق المتوسط تخصص تنمية تكنولوجية ميكانيكا أو كهرباء لشعبة التنمية التكنولوجية أو دبلوم فوق المتوسط تخصص علاقات صناعية
- ويحصل الطالب على درجة بكالوريوس رقابة الجودة أو بكالوريس إدارة الأعمال بعد اجتيازه لمدة الدراسة المقررة بالجامعة وهي أربع سنوات دراسية

ويقسم العام الدراسي بها إلي نظام الترم أو قسميين بامتحانيين منفصلين يضاف لهما درجة ناتجة عن النشاط الدراسي أي معدل الحضور والأبحاث المقدمة ويطلق علي هذا النوع من التقييم «أعمال السنة».
الجامعة مشتركة للطلبة والطالبات وتتبع الجامعة الاتحاد العام لنقابات عمال مصر. والدراسة بها بمصروفات وليست جامعة مجانية ولكنها حكومية، ومن حق الطالب بعد السنة الثانية الدخول إلى كلية الهندسة بتقدير امتياز وذلك حسب التنسيق وبعض الكليات المختلفة مثل كلية التربية النوعية وغيرها من المعاهد العليا.

## وصلات خارجية
- "الجامعة العمالية". الاتحاد العام لنقابات عمال مصر. مؤرشف من الأصل في 2010-04-08. {{استشهاد ويب}}: روابط خارجية في |عمل= (مساعدة)
- الجامعةموقع الجامعة